# Gúdar-Javalambre
Gúdar-Javalambre est une comarque aragonaise située dans la Province de Teruel (Espagne).

## Communes
| Commune               | Population (2005) |
| --------------------- | ----------------- |
| Abejuela              | 65                |
| Albentosa             | 299               |
| Alcalá de la Selva    | 499               |
| Arcos de las Salinas  | 127               |
| Cabra de Mora         | 115               |
| Camarena de la Sierra | 159               |
| El Castellar          | 77                |
| Formiche Alto         | 202               |
| Fuentes de Rubielos   | 117               |
| Gúdar                 | 100               |
| Linares de Mora       | 320               |
| Manzanera             | 516               |
| Mora de Rubielos      | 1.553             |
| Mosqueruela           | 703               |
| Nogueruelas           | 223               |
| Olba                  | 233               |
| La Puebla de Valverde | 551               |
| Puertomingalvo        | 190               |
| Rubielos de Mora      | 699               |
| San Agustín           | 142               |
| Sarrión               | 1.072             |
| Torrijas              | 86                |
| Valbona               | 216               |
| Valdelinares          | 134               |